# Karangwungu (Karanggeneng)
Karangwungu is een bestuurslaag in het regentschap Lamongan van de provincie Oost-Java, Indonesië. Karangwungu telt 1179 inwoners (volkstelling 2010).